# Air France Flight 447
Air France Flight 447 var en planlagt flyvning fra Galeão International Airport i Rio de Janeiro i Brasilien til Charles de Gaulle lufthavnen i Paris i Frankrig, som styrtede ned i Atlanterhavet den 1. juni 2009. Flyet var af typen Airbus A330-200 med registreringsnummer F-GZCP og havde 216 passagerer og en besætning på 12 personer ombord. Det havde kaldesignalet Airfrans four four seven.
Blandt de ombordværende passagerer på flyet var også danske Christiane Zeuthen, som omkom i flystyrtet.
Flyet menes at være forulykket som følge af kraftig storm og overisning af flyets pitotrør.

## Sidste kontakt
Flyets besætning etablerede sidste gang kontakt kl 01:33 GMT, da det var 565 km fra Brasiliens nordøst-kyst, har det brasilianske luftvåben oplyst. Piloterne meddelte at de gjorde klar til at flyve ind i senegalesisk luftrum kl. 02:20 GMT og at flyet fløj normalt i en højde af 10.670 m. Da den brasilianske trafikkontrol kl. 02:20 opdagede at besætningen ikke havde sendt den obligatoriske radiobesked fra senegalesisk luftrum, blev luftfartskontrollen i Senegal kontaktet. Flyet sendte 24 automatiske fejlbeskeder over en periode af fire minutter indtil kl. 02:14 GMT, som rapporterede om flere elektriske fejl, og til slut tryktab i kabinen. Men beskederne angav også forskellig fart fra de forskellige pitotrør, hvilket kan skyldes overisning.

## Overisning af pitotrør
Teorien er, at overisning af pitotrørene fik flyets fartmålere til at vise forkert. Airbus udsendte kort efter ulykken - og inden flyets sorte bokse var blevet bjerget - en indskærpning til deres piloter over hele verden af retningslinjerne for, hvad de skal gøre, hvis fartmålere giver forskellige visninger. I den situation skal de stabilisere flyet i vandret position og begynde fejlfinding i henh. til flyets manual. Airbus er ikke bygget til supersonisk flyvning. En ukorrekt fartmåling kan føre til overspeeding, og i sidste ende risiko for at flyet desintegrerer.

## Bombeattentat
De franske efterretningstjenester har på AF447's passagerliste genkendt to navne på personer, der er kendt for deres forbindelse til islamistisk terrorisme. Indtil aldrene på de afdøde bliver bestemt, vides det endnu ikke om det drejer sig om tilfældige navnebrødre – eller om det var terrorister. Ifølge en højtstående politikilde var der tale om navnelighed. Frankrig har modtaget trusler fra islamistiske terroristgrupper efter at franske tropper blev sendt til Afghanistan.

## Flyets skæbne
Flyet forsvandt uden at afsende nødsignaler og alle ombordværende formodes dræbt. To lig fra AF447 blev fundet lørdag morgen.
En ruteflyspilot hævder at han havde set orange prikker ude på havet (dette kunne indikere ildebrand) omkring 30 minutter efter at ulykkesflyet havde sendt den automatiske rapport, omkring 1.300 km fra Fernando de Noronha.
Det er meget muligt, at flyet eller eventuelt dets vragdele kan befinde sig på havdybder helt ned til 3.700 meter (Titanic ligger på 3.843 m dybde). Flere franske og brasilianske flådefartøjer nåede frem til stedet i løbet af onsdagen. Det franske oceanografiske skib Pourquoi Pas? ("Hvorfor ikke?") er på vej til området med mini-ubåden Nautile (6 km dykkedybde) og undervandsrobotten Victor 6000 (6 km dykkedybde) og forventes at nå frem om otte dage. Den franske atom-ubåd SNA Émeraude ("Smaragd") er sendt til stedet. Dens sonar og hydrofoner kan måske hjælpe med at lokalisere de sorte bokse. Boksene (Flight Data Recorder og Cockpit Voice Recorder) er konstrueret til at kunne tåle vandtrykket på 6.000 m dybde og vil i 30 dage udsende et ultrasonisk "ping"-signal. Man har dog aldrig nogensinde genfundet sorte bokse fra de dybder oplyser Bureau d'Enquête et d'Analyse, der skal aflæse dataene.

## Afrevet halefinne
Den 10. juni 2009 har man i alt bjærget 41 lig og diverse vragrester, hvoraf halefinnen er den største. I november 2001 forulykkede en Airbus A300 fra American Airlines pga. voldsomme manøvrer i turbulens. De unødvendige og overdrevne rorudslag flåede halefinnen af AA587 og forårsagede styrtet. Der er blevet spekuleret i om AF447 gik tabt, fordi voldsomme manøvrer i turbulent luft fik halefinnen til at knække af, men mens sideroret på AA587’s halefinne var revet af, sidder AF447’s sideror stadig fast på halefinnen. Halefinnen er fremstillet i kulfiberarmeret plastmateriale; CFRP (Carbon-Fibre Reinforced Plastic), der er lettere end den traditionelle aluminiumslegering. Der er dog sået tvivl om at CFRP er så stærkt, som man har regnet med.
En anden vragdel, der kan be- og afkræfte diverse teorier, er et stykke væg med to af stewardessernes klapsæder. Klapsæderne var slået op og sikkerhedsselerne var ubenyttede. Det kan tolkes som at flyet mistede højde så hurtigt, at kabinebesætningen ikke nåede at spænde sig fast. Der var hverken spor af ild eller røg på vragdelen, dette kunne tyde på, at der ikke havde været nogen eksplosion om bord.

## Fejlmeddelelser
Moderne rutefly uploader automatisk fejlmeddelelser (ACARS: Automated Communications And Reporting System) til flyselskabet, så man kan foretage forebyggende reparationer – og i dette tilfælde, til at finde frem til årsagen til flystyrtet.
- Cirka 02 GMT, manuel besked fra kaptajn Marc Dubois: "Stor zone med tætte, mørke cumulonimbus-skyer med potentiale for kraftige lynudladninger".
- 02:10 GMT: "Autopilot Disengaged." – autopiloten blev frakoblet, sandsynligvis fordi piloterne overtog styringen, samt "Alternative Law" – Airbusfly styres med fly-by-wire, hvor signaler fra pilotens styregrej skal godkendes af flyets computere (Normal Law) for at undgå voldsomme manøvrer. Hvis redundante sensorer er uenige, computerblackout, hydrauliske stempler er udenfor justering osv. overgås til Alternative Law, uden beskyttelse mod voldsomme manøvrer.[18]
- 02:12 GMT: "Air Data Inertial Reference Unit", der angiver flyvehøjde og kompasretning, og "Integrated Standby Instruments System", der angiver vandrette accelerationer og lodrette hastigheder, svigter.
- 02:13 GMT: "Prim 1", flyets hovedcomputer, og "Sec 1", et system der styrer spoilerne, falder ud.
- 02:14 GMT: "Cabin Vertical Speed", flyet mister højde, og mange andre parametre, der angiver trykfald i kabinen og multible elektriske fejl.[19]

## Vraget fundet
Den 25. marts 2011 indledte Remus-undervandsrobotter (Remote Environmental Monitoring UnitS) fra Woods Hole Oceanographic Institution en fjerde eftersøgning af AF 447. Den 3. april fandt de større vragrester, motorer og lig. Analyser af undervandsbillederne indikerer at halepartiet, hvor de eftertragtede sorte bokse er monteret, er lokaliseret på 4.000 m dybde fem sømil nord for AF 447's sidste kendte position. En femte ekspedition vil i starten af maj forsøge at bjærge de sorte bokse som første prioritet. Boksene er designet til at modstå trykket på 6 km dybde i et halvt år, men da de har ligget på 4 km dybde i næsten to år er chancerne fifty-fifty for brugbare data. Derudover skal dele der kan afdække havariårsagen, fx computerne og rorenes aktuatorer, også bjærges.
Den 29. april fandt den fjernstyrede Remora 6000-ubåd (navngivet efter Echeneidae; sugefisk) fra Phoenix International den orange kasse til den ene 'sorte' boks Flight Data Recorder (FDR). Kassen manglede dog lagerenheden CSMU (Crash Survivable Memory Unit) og først d. 1. maj blev den fundet og bjærget til moderskibet Île de Sein. Den 3. maj blev den anden sorte boks; Cockpit Voice Recorder (CVR) der optager lyde fra cockpittet, herunder radiokommunikationen, bjærget til Île de Sein. Boksene sejles til Frankrig, hvor de skal aflæses af BEA. De når frem d. 12. maj.

## Foreløbige analyser
Den 27. maj 2011 offentliggjorde BEA en delrapport, baseret på de indledende analyser af de sorte bokses informationer. BEA forventer af udsende den endelige rapport i juli 2011.
- Da autopiloten slog fra, hvilede luftkaptajnen sig og der sad to co-piloter i cockpittet. Dette er standardprocedure ved langdistanceflyvninger. Et minut og 30 sekunder efter at autopiloten slog fra, dukkede kaptajnen op i cockpittet. To minutter og 50 sekunder efter ramte flyet havoverfladen.
- Der var uoverensstemmelser angående flyvehastigheden imellem bagbords pitotrør og Integrated Standby Instrument System (ISIS). (Delrapporten nævner ikke styrbords pitotrør). Uoverensstemmelsen førte til at autopiloten slog fra mindre end et minut efter.
- Efter at autopiloten var slået fra, steg flyet fra 35.000 til 38.000 fod (10.668 til 11.582 m), derefter blev Stall Warning udløst og flyet faldt.
- Et af piloternes joystick var hevet tilbage (pitch up – næsen op).
- Faldet tog tre minutter og 30 sekunder, flyet var i et stall og indfaldsvinklen var over 35°.
- Begge motorer var funktionsdygtige og var under besætningens kontrol.
- De sidste signaler viste at næsen var 16,2° over vandret, at vingerne var vippet 5,3° mod bagbords side og at den lodrette hastighed var 10.912 fod/min (199,5 km/t).
- Klokken 02:14:28 UTC ophørte signalerne.

## Havarikommissionens anbefalinger d. 29. juli 2011
Den 29. juli 2011 offentliggjorde BEA den tredje delrapport. Den endelig rapport ventes færdig i 2012. De kom med forskellige anbefalinger: Piloterne skal trænes til bedre at flyve en Airbus manuelt, og i at rette op efter et stall i stor højde. Når luftkaptajnen holder pause, skal ansvarsfordelingen for de resterende piloter være mere klar. Cockpittet skal have en AoA-indikator, som i kampfly. De sorte bokse skal indeholde kameraoptagelser af instrument-brættet. Når der opstår en nødsituation om bord, skal der automatisk uploades de parametre, som Flight Data Recorder optager. Ved nødsituationen skal nødpejlesenderen (Emergency Locator Transmitter) automatisk gå i gang.
Havarirapporten er opdelt i tre faser: Fase 1 starter med de ældste optagelser fra Cockpit Voice Recorder til autopiloten slår fra (kl. 2:10:05 UTC), fase 2 slutter ved anden stall-warning (kl. 2:10:51), og fase 3 slutter ved nedslaget (kl. 2:14:28).
Fase 1
- 1:35:46 – Jordkontrollen anmoder AF447 om forventet ankomst til TASIL (et punkt på flykorridoren over Atlanterhavet).
- 1:36:14 – Jordkontrollens sidste forsøg på kontakt med AF447.
- 2:01:46 – Kaptajnen forlader cockpittet.

Fase 2
- 2:10:05 – Autopiloten og auto-thrust (..fartpilot) kobler fra og PF ("pilot flying") meddeler at han har styringen. Autopiloten slog fra, fordi der var modstridende målinger af flyets hastighed IAS (Indicated Air Speed). Det skyldtes sandsynligvis at der var iskrystaller i pitotrørene. Flyet begyndte at krænge til styrbord og PF styrede kontra med næsen op. En stall-advarsel lød kort efter. Flight Data Recorder viste et fald fra 275 til 60 knob IAS (Indicated Air Speed).
- 2:10:16 – PNF (pilot not flying) bemærkede at flyet tabte fart og at flyet var i alternate law.
- 2:10:50 – PNF begynder at tilkalde kaptajnen.

Fase 3
- 2:10:51 – Haleplanet blev justeret fra 3° til 13°, for at få næsen opad. Haleplanet forblev på 13° resten af flyvningen.
- 2:11:42 – Kaptajnen kom ud i cockpittet.
- 2:11:45 – IAS-målingen underskred 60 knob, så derfor slukkede stall-warningen som programmeret.
- 2:12:04 – PF siger at han har på fornemmelsen at de flyver ekstremt hurtigt, og spørger hvad PNF tror.
- 2:12:17 – PF styrede næsen nedad, IAS voksede og stall-warningen gik i gang igen, som programmeret.
- 2:12:27 – PNF siger: 'you are climbing' og derefter 'you're going down, down, down'
- 2:12:30 – PF spørger 'am I going down now?' og PNF svarer 'go down'.
- 2:12:32 – Kaptajnen siger: 'No, you climb there'
- 2:12:33 – PF siger 'I'm climbing OK so we're going down'
- 2:12:42 – Flyet passerer 20.412 fod.
- 2:13:25 – PF siger, at han ikke forstår, hvorfor de bliver ved med at falde.
- 2:13:32 – PF oplyser at de passerer 10.000 fods højde.
- 2:13:39 – PNF råber 'climb, climb, climb'
- 2:13:40 – PF svarer at han har haft styrepinden på maks næse opad i et stykke tid
- 2:13:40 – Kaptajnen siger 'no, don't climb'
- 2:13:40 – PNF siger 'så gå nedad'
- 2:13:45 – PNF overtager kontrollen
- 2:14:05 – Flyet passerer 4.024 fod. Kaptajnen siger: 'Pas på, du har næsen opad'
- 2:14:05 – PNF reagerer spørgende 'Har jeg næsen opad?'
- 2:14:05 – PF svarer 'Det bliver du nødt til. Vi er på 4.000 fod'
- 2:14:18 – Kaptajnen ombestemmer sig og siger 'Go on – pull'
- 2:14:18 – PF råber 'Let's go, pull up, pull up, pull up'
- 2:14:21 – Flyets alarm lyder 'Pull up' 4 gange
- 2:14:28 – Optagelserne slutter.

## Personer om bord
| Nationalitet   | Passagerer | Besætning | Totalt |
| -------------- | ---------- | --------- | ------ |
| Frankrig       | 61         | 11        | 72     |
| Brasilien      | 58         | 1         | 59     |
| Tyskland       | 28         | -         | 28     |
| Italien        | 9          | -         | 9      |
| Kina           | 9          | -         | 9      |
| Schweiz        | 6          | -         | 6      |
| Libanon        | 5          | -         | 5      |
| Storbritannien | 5          | -         | 5      |
| Ungarn         | 4          |           | 4      |
| Norge          | 4          | -         | 4      |
| Irland         | 3          | -         | 3      |
| Slovakiet      | 3          | -         | 3      |
| Marokko        | 2          | -         | 2      |
| Polen          | 2          | -         | 2      |
| Spanien        | 2          | -         | 2      |
| USA            | 2          | -         | 2      |
| Argentina      | 1          | -         | 1      |
| Belgien        | 1          | -         | 1      |
| Canada         | 1          | -         | 1      |
| Danmark        | 1          | -         | 1      |
| Estland        | 1          | -         | 1      |
| Filippinerne   | 1          | -         | 1      |
| Gabon          | 1          | -         | 1      |
| Gambia         | 1          | -         | 1      |
| Holland        | 1          | -         | 1      |
| Island         | 1          | -         | 1      |
| Kroatien       | 1          | -         | 1      |
| Rumænien       | 1          | -         | 1      |
| Rusland        | 1          | -         | 1      |
| Sverige        | 1          | -         | 1      |
| Sydafrika      | 1          | -         | 1      |
| Tyrkiet        | 1          | -         | 1      |
| Østrig         | 1          | -         | 1      |
| Total          | 216        | 12        | 228    |

## Retligt efterspil
Familier til otte af ofrene for AF447 har sagsøgt fabrikanter af formodet fejlbehæftet udstyr. Det drejer sig om Airbus, men også om General Electric, Motorola og Intel. Ydermere er Honeywell International, Thales, Rockwell Collins, Hamilton Sunstrand, Goodrich, DuPont, og Judd Wire Instruments anklaget.

## Trætte piloter
Retsdokumenter med bl.a. transskriptioner fra den sorte boks (Cockpit Voice Recorder), angiver at luftkaptajn Marc Dubois kun havde fået én times søvn før den skæbnesvangre flyvning. Ifølge det franske nyhedsmagasin Le Point udtalte Dubois:"Jeg har ikke sovet nok i nat. Én time, det er ikke nok…", hvorefter han lagde sig til at sove, og overlod styringen til de to co-piloter. Han fik ikke sovet nok, fordi andre piloter havde festet på hotellet. På flyet sov han så tungt, at det tog et minut for ham at dukke op i cockpittet.[kilde mangler] Co-piloterne var heller ikke veludhvilede, så de fungerede ikke optimalt.[kilde mangler]
BEA's tidligere rapport havde ikke nævnt piloternes træthed, da man mente at det hørte under privatlivets fred.

## Bog om AF447
"Piloting Error, Volume 5" er udgivet af Altipresse, Paris, og er skrevet af Jean-Pierre Otelli. I bogen kan man læse transskriptioner af den ene sorte boks (Cockpit Voice Recorder). Det var den mindst erfarne co-pilot, Pierre-Cedric Bonin (32 år), der styrede flyet i tiden op til styrtet og den mere erfarne co-pilot, David Robert (37 år), overtog styringen i det allersidste minut. Luftkaptajn Marc Dubois (58 år) overtog på intet tidspunkt styregrejerne.